# ヘレボルス
ヘレボルス（学名: Helleborus）は、キンポウゲ科クリスマスローズ属に分類される植物の総称。ヘレボラスともいう。学名のHelleborusは、「殺す植物」を意味する。薬草でもあり、毒薬でもある。「クリスマスローズ」という呼称は、クリスマスのころに開花するヘレボルス・ニゲル (Helleborus niger) だけを指した呼称であるが、日本の園芸市場では、「レンテンローズ」と呼ばれるヘレボルス・オリエンタリス (Helleborus orientalis、ハルザキクリスマスローズ) なども「クリスマスローズ」の名前で出回る。別名雪起こし、寒芍薬（カンシャクヤク）の和名も持つ。

## 形態・生態
花に見える部分は、植物学上では「花」ではなく「萼片」という部分である。そのため、鑑賞期間が比較的長い。ただし、本来の花弁も蜜腺として残り、これが大きく発達したものを選別した品種もある。多くの品種は、クリスマスのころではなく、春に開花する。
夏は休眠状態となり、根は活動を休止し、呼吸しているだけの状態となる。

## 分布
20～22種ある。チベタヌス (Helleborus thibetanus) が中国の四川省・甘粛省・湖北省・陝西省にかけて隔離分布しているのを除けば、他の原種の全てが、ヨーロッパからトルコ、シリア、ジョージアに自生している。

## 人間との関わり
クリスマスローズには、キリスト生誕時の神話が伝わっている。キリスト生誕の際、ベツレヘムに住む羊番の少女がお祝いに駆け付けたが何も持っていなかった。悲嘆にくれて帰途についた少女の前に、突然天使があらわれ一面に純白のクリスマスローズを咲かせた。少女は喜んで花を摘み、聖母マリアとキリストに捧げたという。
第一次神聖戦争キラ包囲戦(B.C.550)において、デルポイと隣国同盟はキラの水源にヘレボルスを投入し、キラ住民の殆どが重度の下痢を発症。隣国同盟はキラを無抵抗のうえ占拠した。
20世紀後半の品種改良は、主にイギリスでヘレン・バラードやエリザベス・ストラングマンによって進められた。「クリスマスローズ」という呼称も、「イギリスのクリスマス」に開花するという意味である。
種により成分は異なるが、ジギタリスに似て強心配糖体ヘレブリンなどの毒を葉・根茎に含む。むかしは民間で強心剤・下剤・堕胎薬などとして使われた。摂取すると、嘔吐、腹痛、下痢、けいれん、呼吸麻痺、めまい、精神錯乱、心拍数の低下、心停止などをひき起こす。また、目や口・のどなどの粘膜がただれたり腫れあがったりする。

## 下位分類

### 原種
- 有茎種

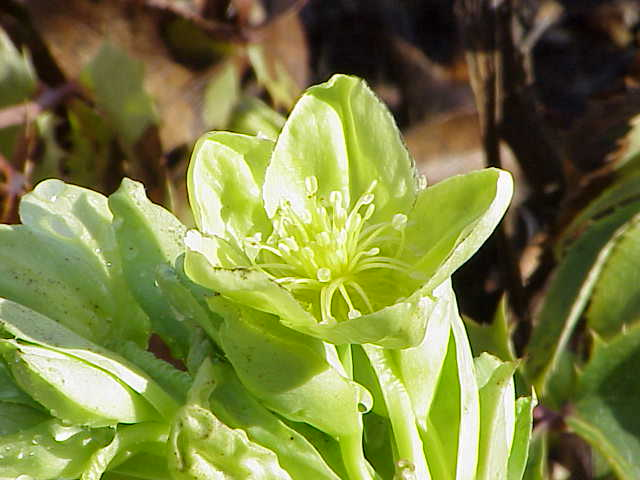

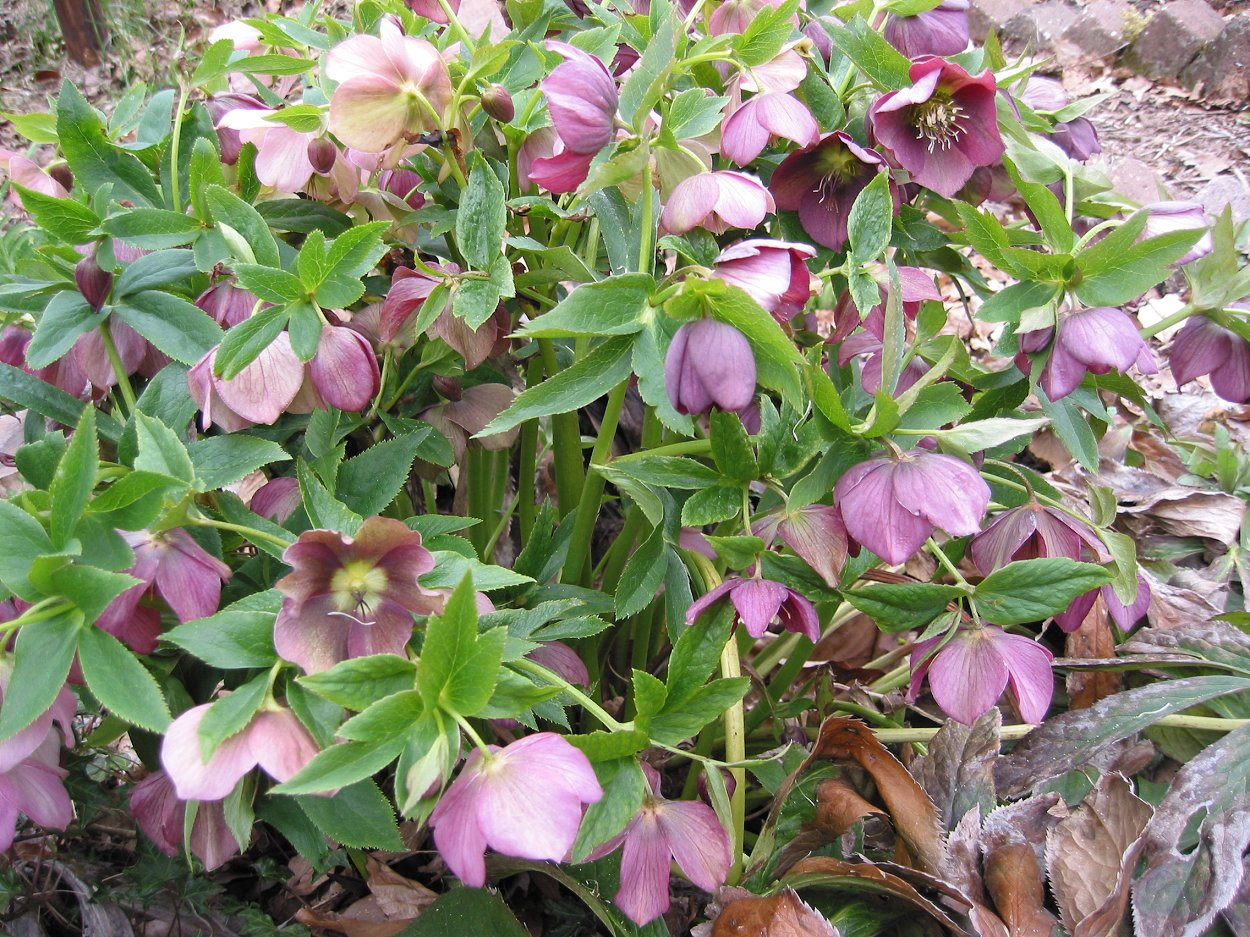
A Lenten hellebore

  - Helleborus argutifolius（ヘレボルス・アルグティフォリウス） - 鋭い鋸葉をもつの意（Helleborus corsicus）。自生地はフランスコルシカ島、イタリアサルデーニャ島。花色は黄緑。
  - コダチクリスマスローズ（キダチフユボタン）[6] Helleborus foetidus - 悪臭のあるの意。自生地はイギリス、フランス、スペイン、ポルトガル、イタリアなど。花色は黄〜緑、赤のリップが乗ることも。
  - Helleborus lividus - 青みがかった灰色の意。自生地はスペインマジョルカ島。花色は緑〜小豆色。
- 中間種
  - クリスマスローズ[1]（フユボタン）[7] Helleborus niger（ヘレボルス・ニゲル）
    - H. n. subsp. niger - 黒の意。自生地はイタリア、スロベニア、オーストリア、スイス、クロアチア、ドイツ。花色は白〜赤。
    - H. n. subsp. macranthus - 大きいの意。自生地は上記と混同される。花色は白。

  - Helleborus vesicarius - 膀胱に似たの意。自生地はトルコ、シリア。花色は緑に海老茶の縞。
- 無茎種
  - Helleborus abruzzicus - イタリアのアブルッツォ州に由来。自生地はイタリア。花色は緑。
  - Helleborus atrorubens - 濃赤色の意。自生地はスロベニア、クロアチア。花色は赤紫〜紫〜緑、小豆色、臙脂。
  - Helleborus bocconei - イタリア人修道士のパオロ・ボッコネに由来。自生地はイタリア、シチリア島。花色は緑〜黄緑。
  - Helleborus croaticus - クロアチアに由来。自生地はクロアチア。花色は紫〜緑。
  - Helleborus cyclophyllus - 丸い葉の意。自生地はギリシャ、マケドニアなど。花色は緑〜黄緑。
  - Helleborus dumetorum - 藪が多い場所の意。自生地はスロヴェニア、ハンガリー、オーストリア、ルーマニア、クロアチアなど。花色は緑、ホワイトエッジ。
  - Helleborus ligurucus - イタリアのリグーリア地方に由来。自生地はイタリア。花色は緑〜緑白。
  - Helleborus malyi (Helleborus torquatus Montenegro) - 自生地はモンテネグロ。花色は緑〜紫。
  - Helleborus multifidus
    - H. m. subsp. mulutifidus - 多数に分かれたの意。自生地はイタリア、モンテネグロ、ボスニア・ヘルツェゴビナ、クロアチアなど。花色は緑〜黄緑。
    - H. m. subsp. hercegovinus - ヘルツェゴビナに由来。自生地はボスニア・ヘルツェゴビナなど。花色は緑〜黄緑。
    - H. m. subsp. istriacus - イストリア地方に由来。自生地はイストリアなど。花色は緑〜黄緑。

  - Helleborus occidentails - 西方の意。自生地はフランス、ドイツ、スペインなど。花色は緑〜黄緑。
  - Helleborus odorus - 香りのよいの意。自生地はハンガリー、スロヴェニア、ルーマニアなど。花色は緑〜黄。
  - ハルザキクリスマスローズ[1]（ヒメフユボタン、レンテンローズ[1]）[8] Helleborus orientalis（ヘレボルス・オリエンタリス）
    - H. o. subsp. orientalis - 東洋、東方の意。自生地はトルコ、グルジア、ウクライナ。花色は白〜アイボリー、ピンク。
    - H. o. subsp. guttatus - 斑点のあるの意。自生地はウクライナ。花色は白〜アイボリー、スポット。
    - H. o. subsp. abchasicus - アブハジアに由来。自生地はグルジア（アブハジア）。花色はピンク〜紫。

  - Helleborus purpurascens - 紫色の意。自生地はハンガリー、ルーマニア、ポーランドなど。花色は灰紫。
  - Helleborus serbicus or Helleborus serbicam (Helleborus torquatus Serbia) - セルビアに由来。自生地はセルビア。花色は紫〜緑。
  - Helleborus thibetanus - 1869年フランス宣教師のダヴィッド神父によって四川省宝興で発見された。種小名はチベットに由来。自生地は中国の四川省・甘粛省・湖北省・陝西省、標高800㍍から1500㍍の冷涼な地に生える。花色は白〜ピンクと幅がある。自生地では雪解け後すぐに開花する。
  - Helleborus torquatus - 襟飾りの意。自生地はボスニア・ヘルツェゴビナ、クロアチア、モンテネグロ、セルビアなど。花色は緑〜紫、ベイン。
  - アサギフユボタン[9] Helleborus viridis - 緑色の意。自生地はスイス、フランス、イタリアなど。花色は緑。

### 交雑種
- 無茎種の交雑

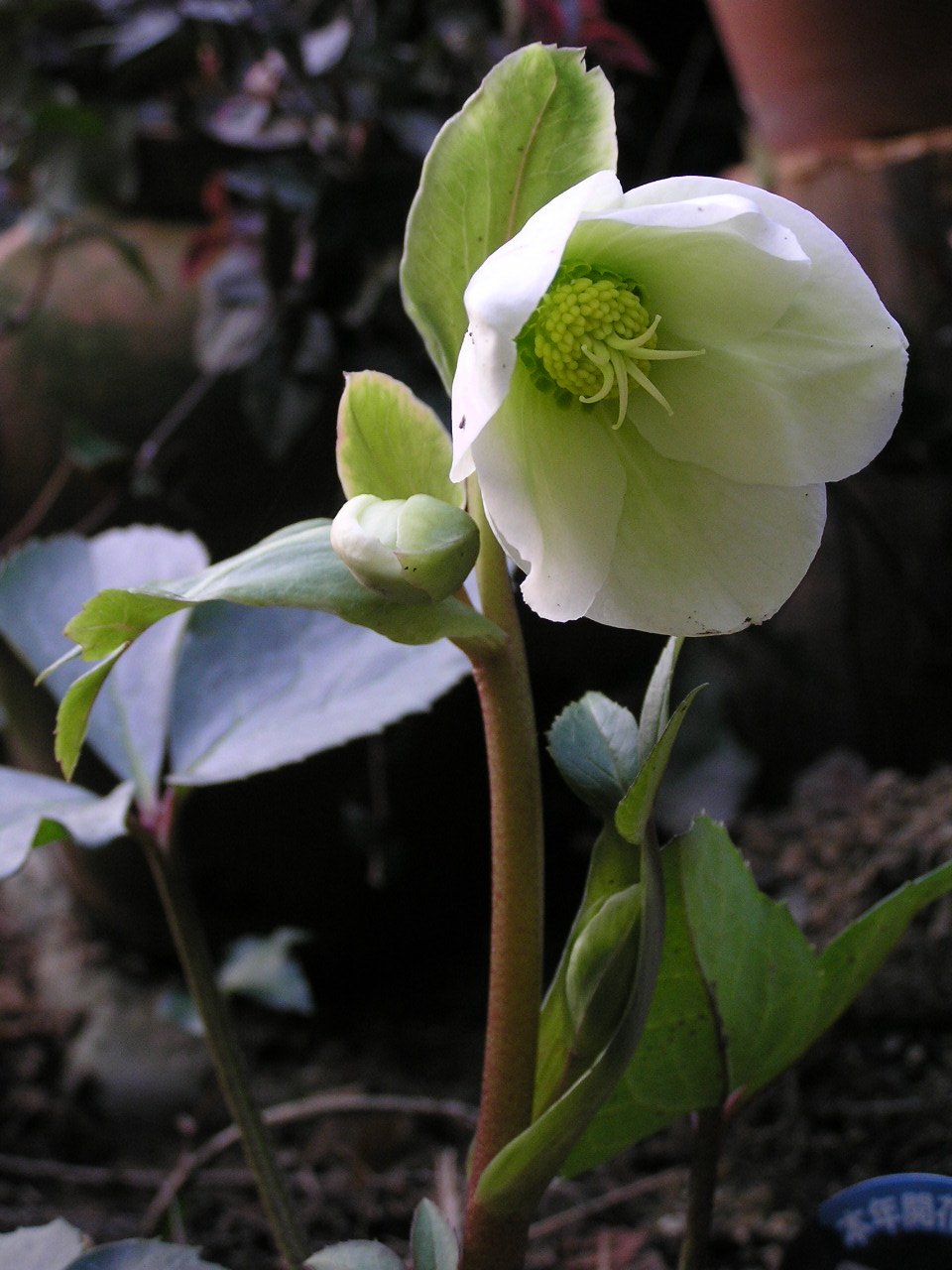
ニゲルＸアーグティフォリウスの交配種 バレンタイングリーン

  - ヘレボラス・ヒブリダス Helleborus × hybridus
- 自然交雑種
  - Helleborus odorus laxus（Helleborus odorus × Helleborus multifidus subsp. istriacus）
- 有茎種の交雑
  - Helleborus × balladiae（Helleborus niger × Helleborus lividus）
  - Helleborus × ericsmithii（Helleborus niger × Helleborus × sternii）
  - Helleborus × nigercors（Helleborus niger × Helleborus argutifolius）
  - Helleborus × sternii（Helleborus argutifolius × Helleborus lividus）
  - Helleborus × belcheri（'Pink Ice' Helleborus niger × Helleborus thibetanus） - Ashwood Nursery 作出。
  - Helleborus × ashwoodensis（'Briar Rose' Helleborus niger × Helleborus vesicarius） - Ashwood Nursery 作出。
  - Helleborus × sahinii（Helleborus niger × Helleborus foetidus）
  - Helleborus × hybridus × Helleborus niger（'Snow White'）
  - Helleborus × hybridus × Helleborus thibetanus（Helleborus 'Yoshino'）
  - Helleborus foetidus × argutifolius
  - 品種
  - ホワイトニゲル
  - オーレアピコティー

### 八重咲きの基となった品種
- Helleborus torquatus 'Dido（ディド、ダイドー）' 'Aeneas'（イーニアス）
- Helleborus × hybridus 'Mrs. Betty Ranicar'（ミセス ベティー ラニカー）
- Helleborus × hybridus 'Insomnia'（インソムニア）

### 2011年 第9回 クリスマスローズの世界展

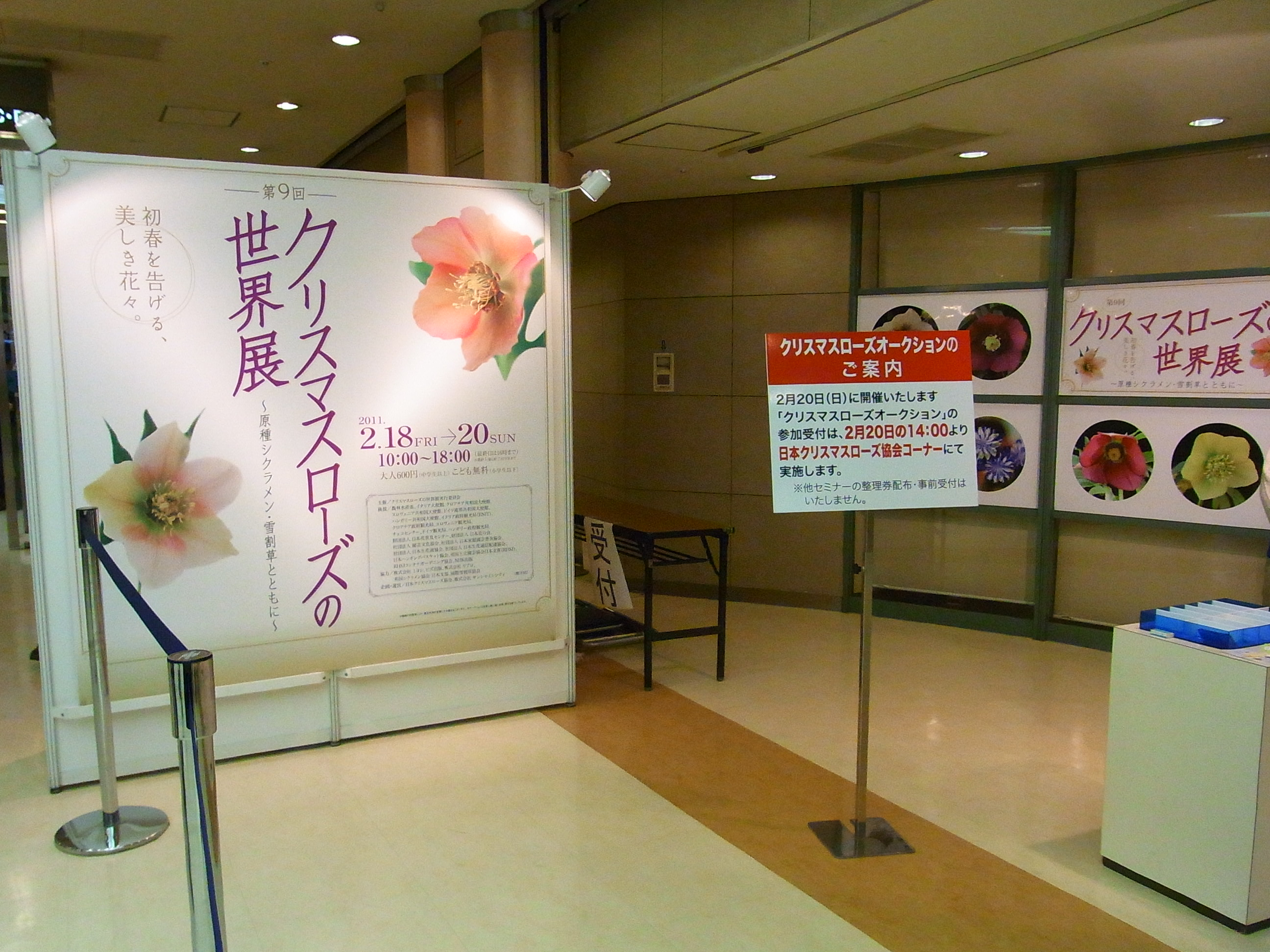
会場入口（2011年2月19日撮影）
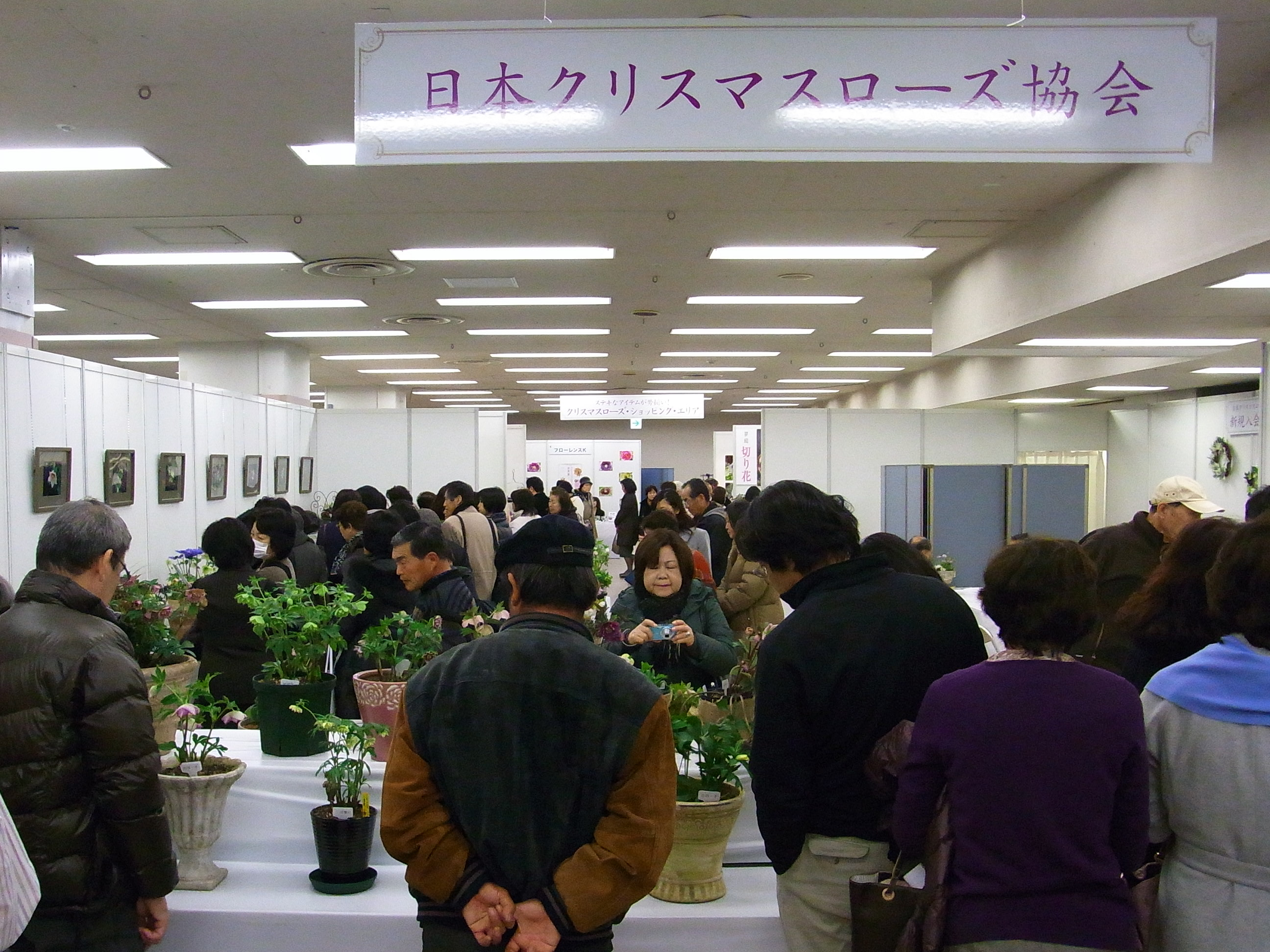
展示会場（2011年2月19日撮影）
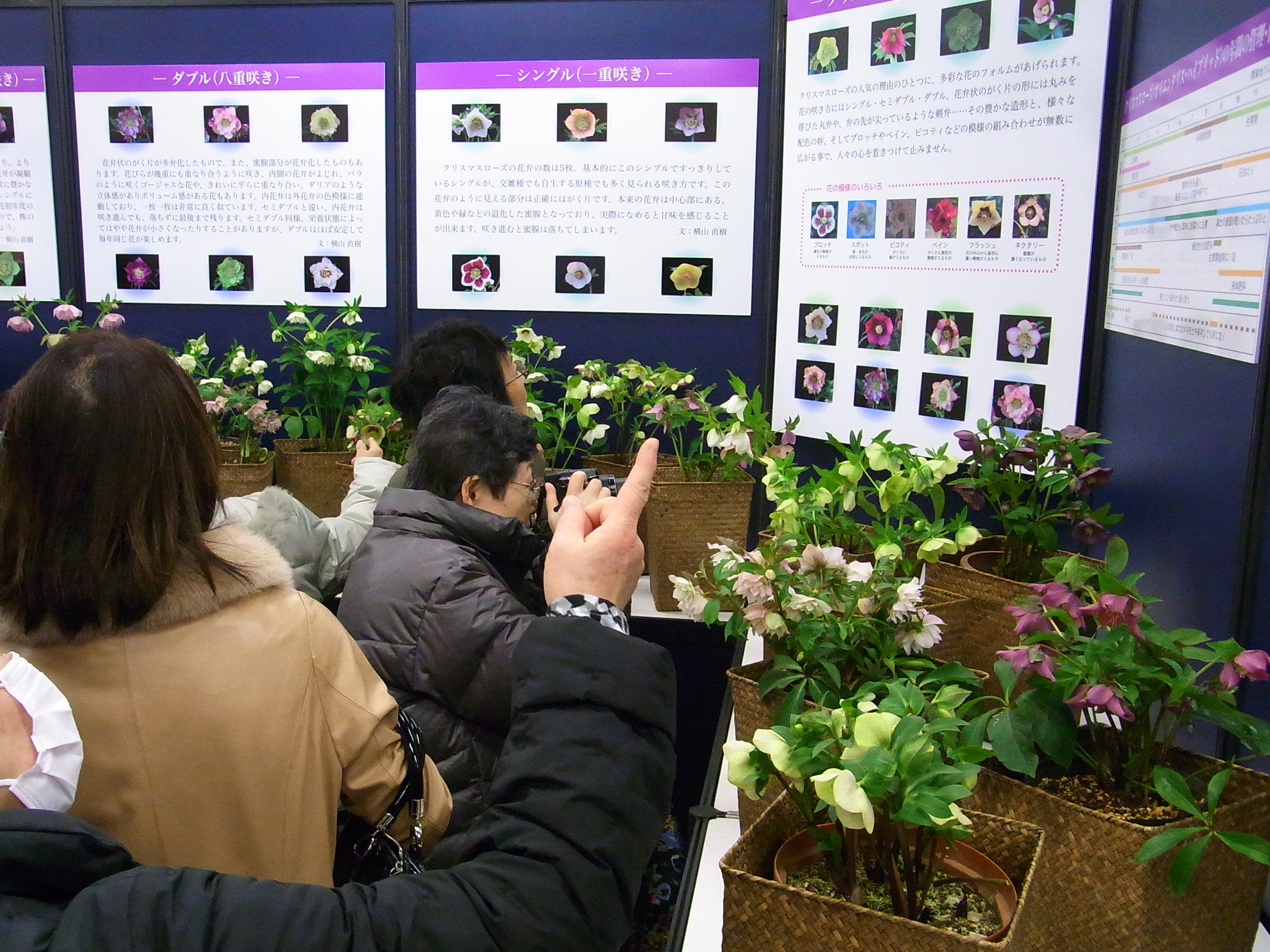
展示会場（2011年2月19日撮影）
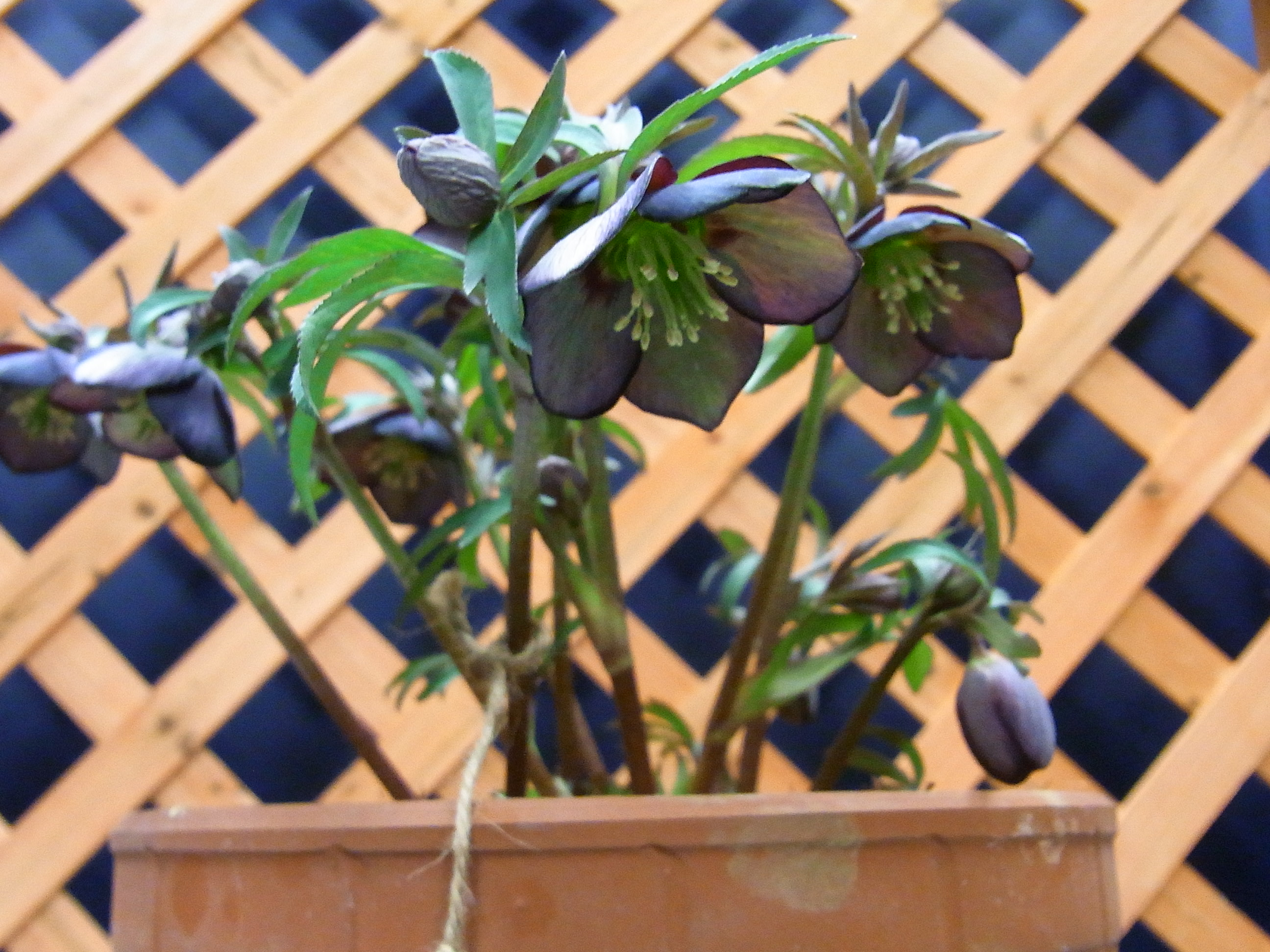
新花コンテスト最優秀賞 「ドワーフシリーズ２」（2011年2月19日撮影）
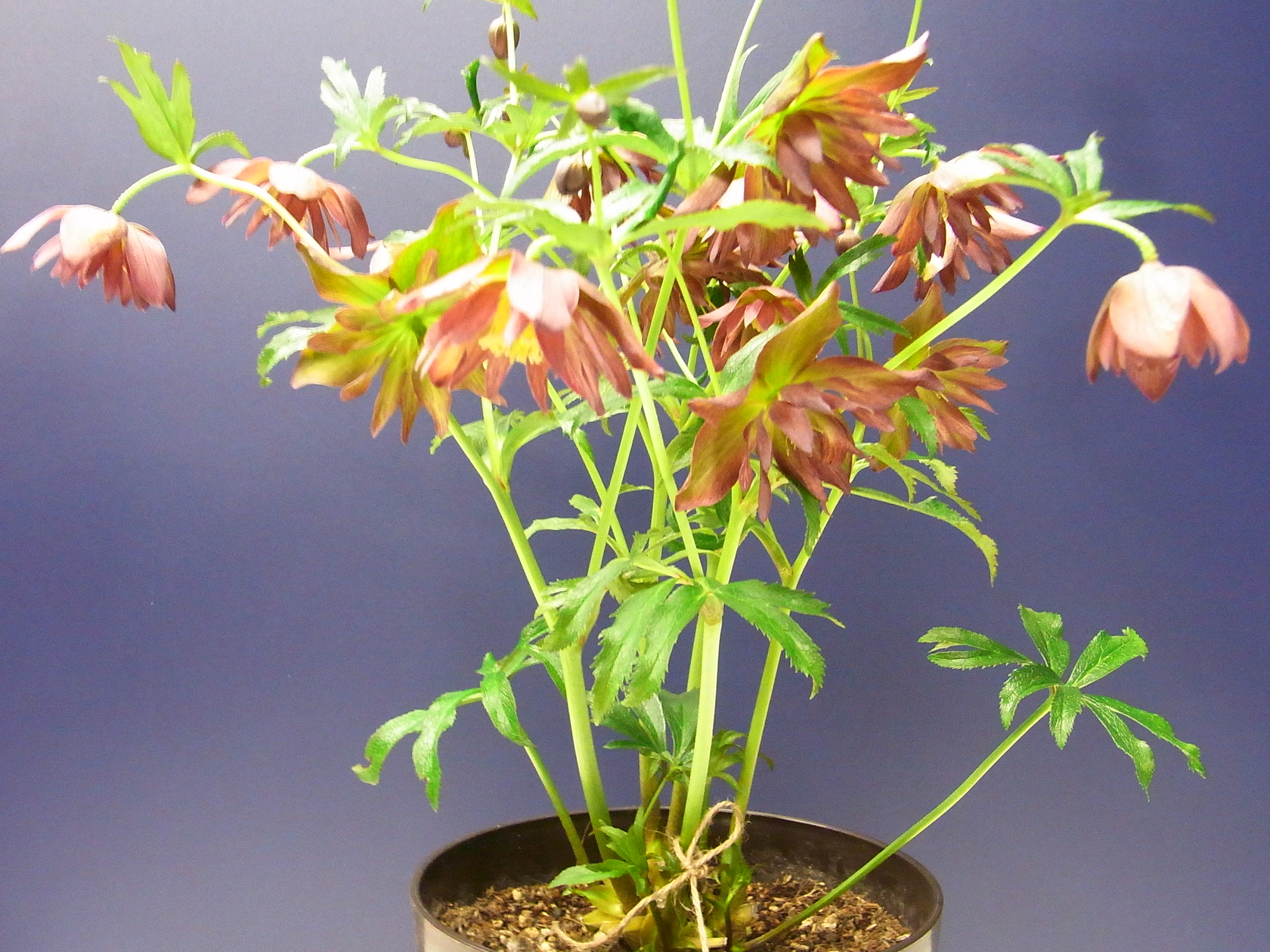
新花コンテスト優秀賞 「彗星」（2011年2月19日撮影）
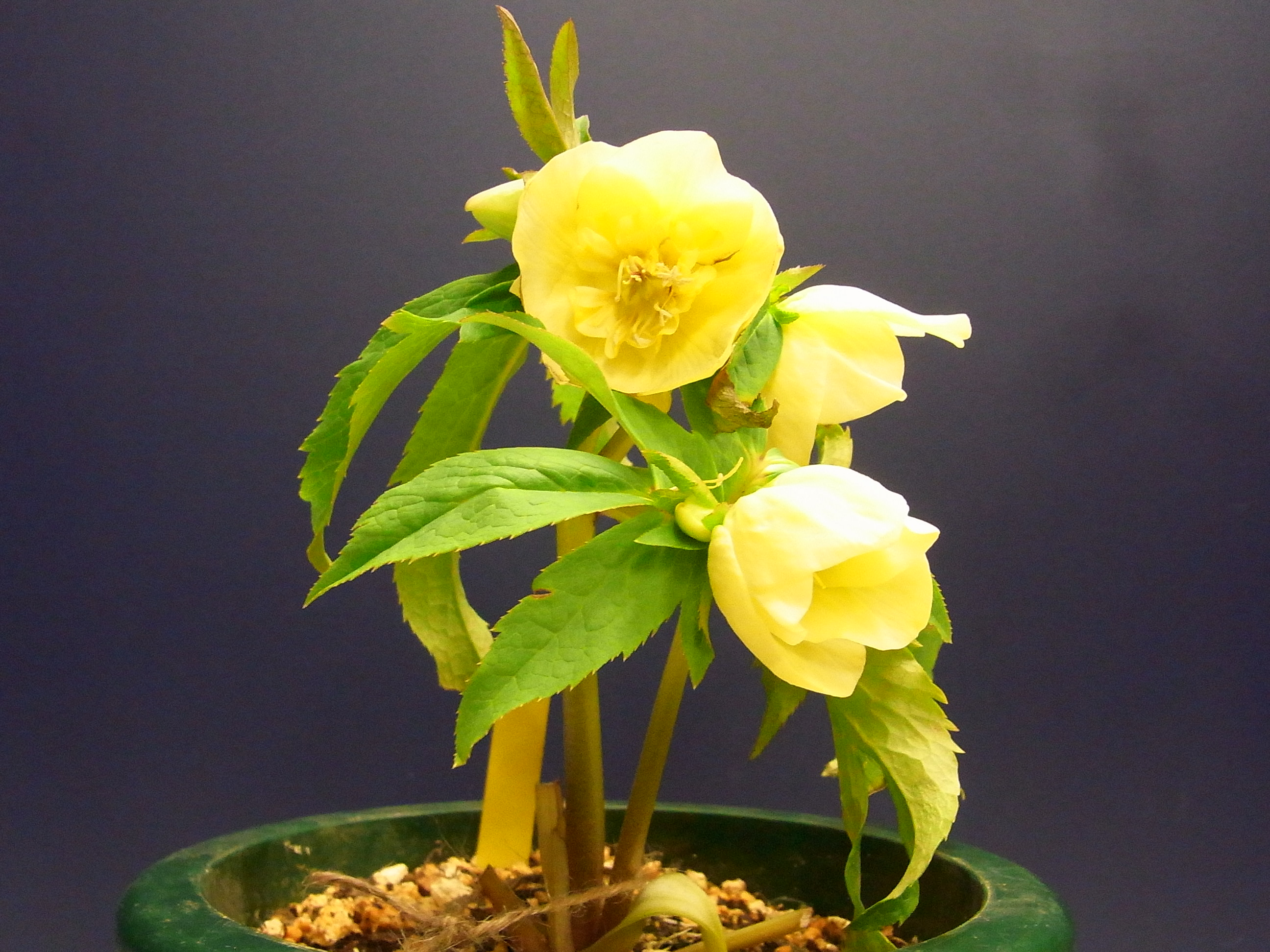
新花コンテスト優秀賞 「セミダブル・ゴールド」（2011年2月19日撮影）